# Anastasija Azarka
Anastasija Alaksandrauna Azarka (biał. Анастасія Аляксандраўна Азарка, ros. Анастасия Александровна Азарко, Anastasija Aleksandrowna Azarko; ur. 4 grudnia 1981 w Kwaczach w rejonie nieświeskim) – białoruska działaczka młodzieżowa, poetka, jedyna członkini opozycyjnej organizacji młodzieżowej „Młody Front” w Nieświeżu; w 2004 roku uznana przez Amnesty International za więźnia sumienia.

## Życiorys
Urodziła się 4 grudnia 1981 roku we wsi Kwacze, w rejonie nieświeskim obwodu mińskiego Białoruskiej SRR, ZSRR. Wychowana była w rodzinie, w której swobodnie wyrażano poglądy polityczne, a zarazem szanowano białoruskie wartości narodowe. Jej dziadek i babka byli więźniami stalinowskiego Gułagu, w którym nawiązali kontakty z działaczami białoruskiego ruchu narodowego. Już za życia Nastasii, w czasach radzieckich, dziadek słuchał Radia Swoboda i do końca życia nienawidził komunistów. W domu prenumerowane było niezależne czasopismo „Narodnaja Wola”. Miało to wpływ na kształtujący się światopogląd dziewczynki.
W dzieciństwie Anastasija chciała zostać nauczycielką. Skończyła szkołę średnią nr 4 w Nieświeżu oraz Nieświeski Państwowy Koledż Pedagogiczny im. Jakuba Kołasa, zdobywając zawód nauczycielki klas początkowych i specjalność edukacji zawodowej. Pracowała w wiejskiej szkole podstawowej we wsi Sugwazdy w rejonie wołożyńskim obwodu mińskiego. Uznała jednak, że praca pedagoga nie jest jej pasją. Dwa lata nie mogła znaleźć pracy. Od lata 2007 roku pracuje jako transporterka w nieświeskich zakładach lnianych w osiedlu typu miejskiego Horodziej.

### Działalność polityczna
Anastasija Azarka postanowiła wstąpić do Młodego Frontu pod wpływem artykułu w „Narodnej Woli” na temat uwolnienia Pawła Siewiaryńca. Organizacja spodobała się jej, ponieważ ludzie rozmawiali w języku białoruskim, chcieli doprowadzić Białoruś do Europy, na bali się wyrażać swoich myśli. Otrzymała funkcję przewodniczącej nieświeskiego oddziału Młodego Frontu. W rzeczywistości jednak, jak sama przyznała, jest jedyną działaczką tej organizacji w swoim mieście. W związku z działalnością społeczno-polityczną niejednokrotnie pociągana była do odpowiedzialności administracyjnej. 22 lipca 2004 roku została skazana na 5 dni aresztu za udział w akcji opozycji poprzedniego dnia, za co organizacja Amnesty International uznała ją za więźnia sumienia. Azarka karę odbywała w więzieniu na ul. Akreścina w Mińsku, w warunkach niespełniających standardów dla takich instytucji, w dusznym, gorącym pomieszczeniu i bez możliwości odbywania spacerów. 25 października 2004 roku Azarka została aresztowana za trzymanie plakatu z napisem Biełarusi – tak, Łukaszenku – nie! w czasie oficjalnej państwowej imprezy na placu Październikowym w Mińsku. Centralny sąd Mińska skazał ją następnego dnia na 10 dni aresztu za naruszenie porządku publicznego w czasie trwania imprezy masowej.
5 marca 2006 w stosunku do niej wszczęto sprawę kryminalną z art. 193.1 Kodeksu Karnego Republiki Białorusi (działalność w imieniu niezarejestrowanej organizacji). 5 czerwca podjęła protest głodowy. Po pewnym czasie sprawę zawieszono, ale w 2007 wznowiono z tego samego artykułu. 7 sierpnia 2007 roku Anastasija Azarka była przesłuchiwana przez Prokuraturę Obwodu Mińskiego. Sprawa przeciwko niej kontynuowana była mimo faktu, że udział w organizacji będącej w trakcie rejestracji jest legalna, a taką właśnie organizacją był wówczas Młody Front. W obronie Nastasii Azarki i innych aresztowanych w sierpniu 2007 roku sformowany był Komitet Obrony Aktywistów Młodego Frontu. Jego przewodniczącym był Alaksandr Milinkiewicz, a w skład wchodził m.in. Pawieł Siewiaryniec. 25 sierpnia 2007 roku Anastasija Azarka została zatrzymana za namalowanie na ścianie napisu Biełaruś – heta światoje (Białoruś – to świętość). Według protokołów milicji napis o takiej treści obraża opinię publiczną i jest naruszeniem porządku społecznego. 4 września skazana została za to za grzywnę w wysokości 931 tys. rubli białoruskich, a do tego 300 tys. za pokrycie strat materialnych. Azarka zarabiała wówczas ok. 200 tysięcy miesięcznie. Kolejnego dnia otrzymała jeszcze jedną grzywnę w wysokości 600 tys. rubli za rozpowszechnianie ulotek. 9 października 2007 roku została zatrzymana za rozpowszechnianie materiałów drukowanych i niszczenie mienia. 14 października 2007 roku została zatrzymana pod raz kolejny. 3 listopada 2007 roku miała miejsce próba jej porwania. Nieznani sprawcy wepchnęli ją na ulicy do samochodu i usiłowali wywieźć. Jednak gdy samochód zatrzymał się, Azarka wydostała się przez otwarte okno i uciekła.
W czasie wyborów samorządowych w 2010 roku kandydowała na stanowisko deputowanej rudowskiego sielsowietu z ramienia organizacji „Młoda Białoruś”. 14 kwietnia 2010 roku została jednak skreślona z listy kandydatów z powodu uczestnictwa w niedozwolonym przez władze świętowaniu Dnia Niepodległości 25 marca w Mińsku. Według rzecznika prasowego Młodej Białorusi, z tej samej przyczyny kierownictwo Grodzieńskich Zakładów Lnianych poszukiwało podstaw, aby nie przedłużyć Anastasii Azarce umowy o pracę.

## Twórczość literacka
Anastasija Azarka jest autorką wierszy. Działa w Nieświeskim Związku Literackim „Chabry”, które wydało zbiór Bukiet wałoszak (pol. Bukiet chabrów; 2008) oraz w Mińskim Obwodowym Związku Literackim „Żywica”, które wydało zbiór Podych niabiosau (pol. Oddech niebios; 2009). Przygotowała do wydania własny zbiór wierszy Kraj moj nawalniczny (pol. Kraj mój burzowy).

## Życie prywatne
Anastasija Azarka mieszka z rodzicami na skraju Nieświeża. Jej matka, Zoja Alaksandrauna Azarka, pracuje jako pielęgniarka, ojciec ma na imię Michaił. Ma młodszego brata, który pracuje w Mińsku, i starszą siostrę, która mieszka w Baranowiczach. Czyta książki przygodowe, fantastyczne, poświęcone historii Białorusi, twórczość Uładzimira Arłoua i Pawła Siewiaryńca. Słucha białoruskiego i rosyjskiego rocka, muzykę klasyczną i etno. Nie śledzi bieżących wydarzeń i życia społecznego na Białorusi – nie ma dostępu do internetu, nie kupuje czasopism i nie ogląda telewizji.